# Rosin

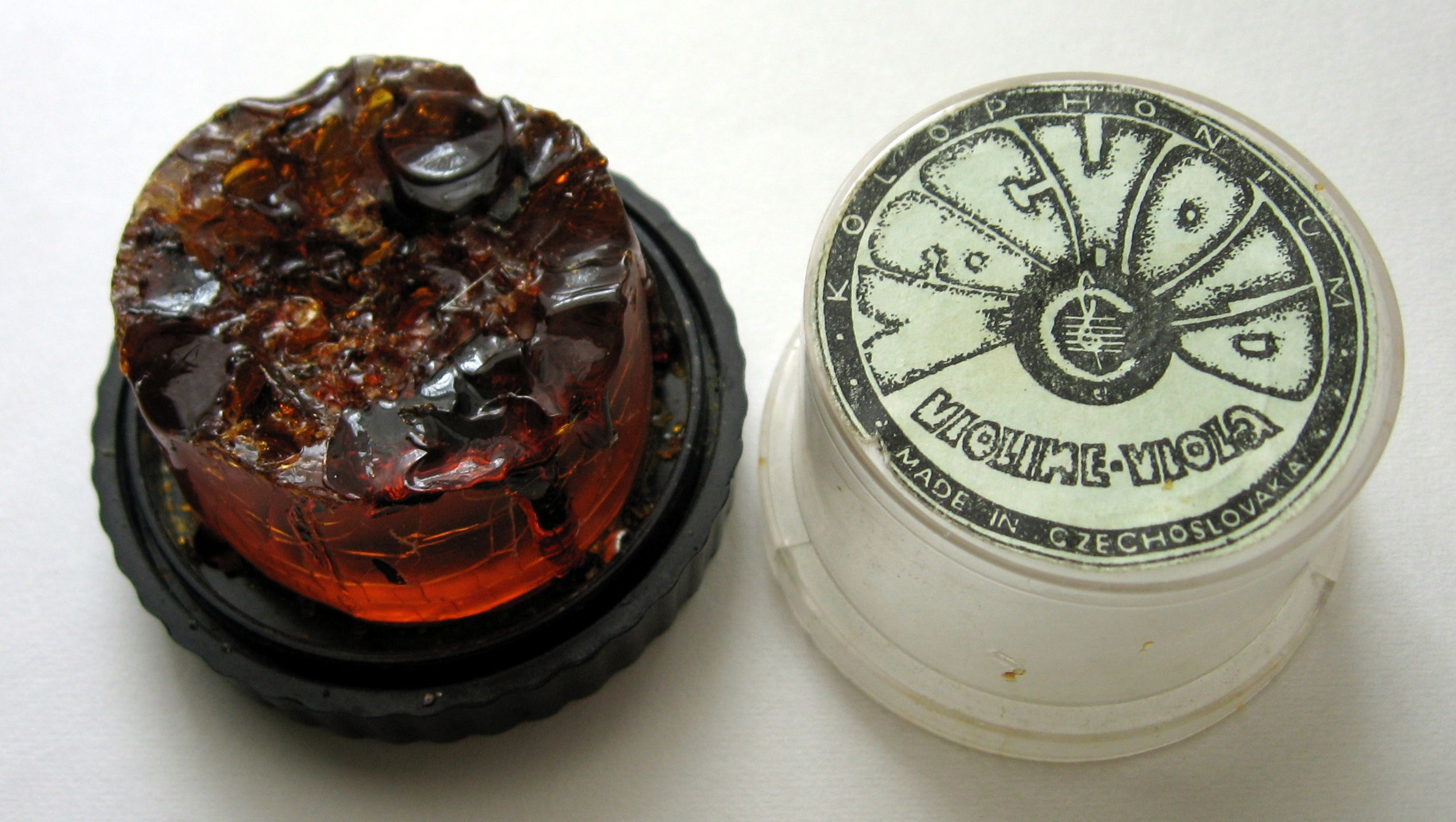
Một cục nhựa thông, được làm cho các nghệ sĩ vĩ cầm.

Rosin (/ˈrɒzɪn/), còn được gọi colophony hoặc nhựa thông Hy Lạp (tiếng Latinh: pix graeca), là một dạng nhựa đặc thu được từ cây thông và một số thực vật khác, chủ yếu là cây lá kim, được sản xuất bằng cách đun nóng nhựa lỏng tươi để làm bay hơi các thành phần terpene lỏng dễ bay hơi. Sản phẩm này thường được bán với màu trong suốt và có nhiều màu khác nhau từ vàng đến đen. Ở nhiệt độ phòng, nhựa thông có thể giòn, nhưng sẽ nóng chảy ở nhiệt độ trên bếp. Sản phẩm này chủ yếu bao gồm các axit nhựa khác nhau, đặc biệt là axit abietic. Tên gọi "colophony" có nguồn gốc từ colophonia resina, tiếng Latinh có nghĩa là "resin từ Colophon" (tiếng Hy Lạp cổ: Κολοφωνία ῥητίνη Kolophōnia rhētinē), một thành phố thuộc Ionic cổ đại.